# Assane Dioussé
El Hadji Assane Dioussé (Dakar, Senegal, 20 de septiembre de 1997) es un futbolista senegalés que juega como centrocampista y su equipo es el A. J. Auxerre de la Ligue 1.

## Trayectoria
Llegó a Italia a los 13 años y allí comenzó a jugar al fútbol en las inferiores del Empoli F. C. Hizo su debut profesional con el club a los 17 años, en un partido de la TIM Cup contra el Vicenza Calcio el 15 de agosto de 2015. En 2017 firmó por cinco años con el A. S. Saint-Étienne de la Ligue 1 de Francia.

## Selección nacional
Ha sido internacional con la selección de Senegal.

## Clubes
| Club                        | País    | Año       |
| --------------------------- | ------- | --------- |
| Empoli F. C.                | Italia  | 2015-2017 |
| A. S. Saint-Étienne         | Francia | 2017-2022 |
| A. C. ChievoVerona (cedido) | Italia  | 2019      |
| Ankaragücü (cedido)         | Turquía | 2020-2021 |
| O. F. I. Creta              | Grecia  | 2022-2023 |
| A. J. Auxerre               | Francia | 2023-     |